# 聖ニコラウスの物語
『聖ニコラウスの物語』（せいニコラウスのものがたり、伊: Le storie di San Nicola, 英: The Stories of St. Nicholas）は、イタリア・ゴシック期の画家アンブロージョ・ロレンツェッティが1330-1335年ごろ、板上にテンペラと金箔で制作した絵画である。画家が二度目にフィレンツェに滞在した時にサン・プロコロ教会のために描かれた。聖ニコラウスの生涯の4つの場面が表されている4枚の板絵からなり、2枚ずつが1つのパネル (縦95.8センチ、横52.3センチ) をなしている。本来どのような構成であったかは不明であるが、それぞれのパネルの片側に留め金のようなものがついていることから、おそらく中央に聖ニコラウス表した祭壇背後の装飾壁であったと思われる。作品は、フィレンツェのウフィツィ美術館に所蔵されている。

## 作品
絵画に表されている4つのエピソードは、ヤコブス・デ・ウォラギネの『黄金伝説』から採られている。作品には、アンブロージョ・ロレンツェッティの見事な物語叙述能力が示されているばかりでなく、画家の複雑な空間構成への熱意と建築物を描く大いなる技量が示されており、遠近法の使用も進歩している。筆触は非常に洗練されたもので、自然の細部の写実的描写も進歩しており、15世紀初めの作品と共通点が多い。

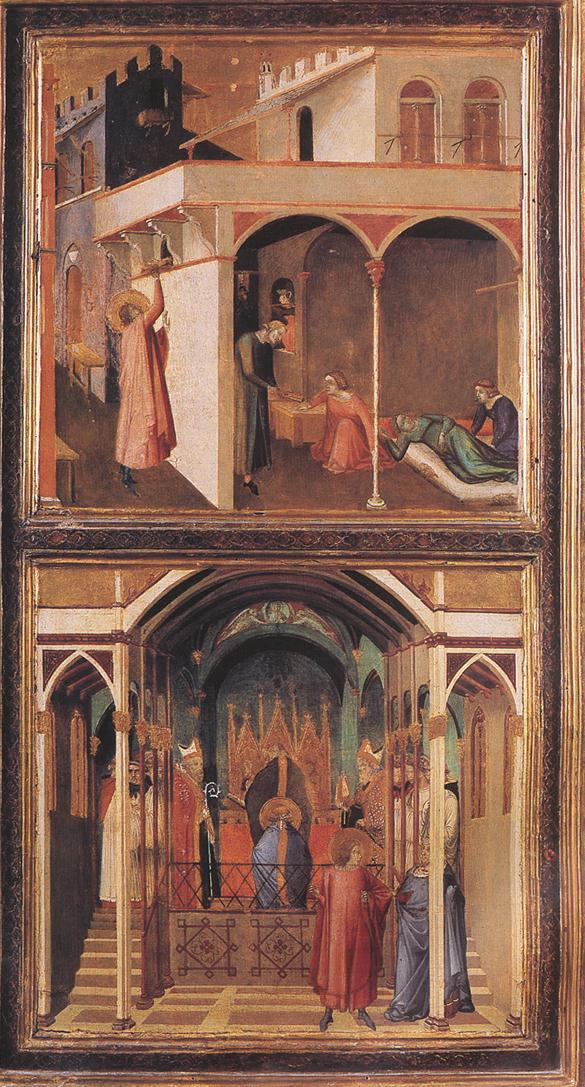
左側のパネル。縦95.8センチ、横52.3センチ。

### 聖ニコラウスの施し物

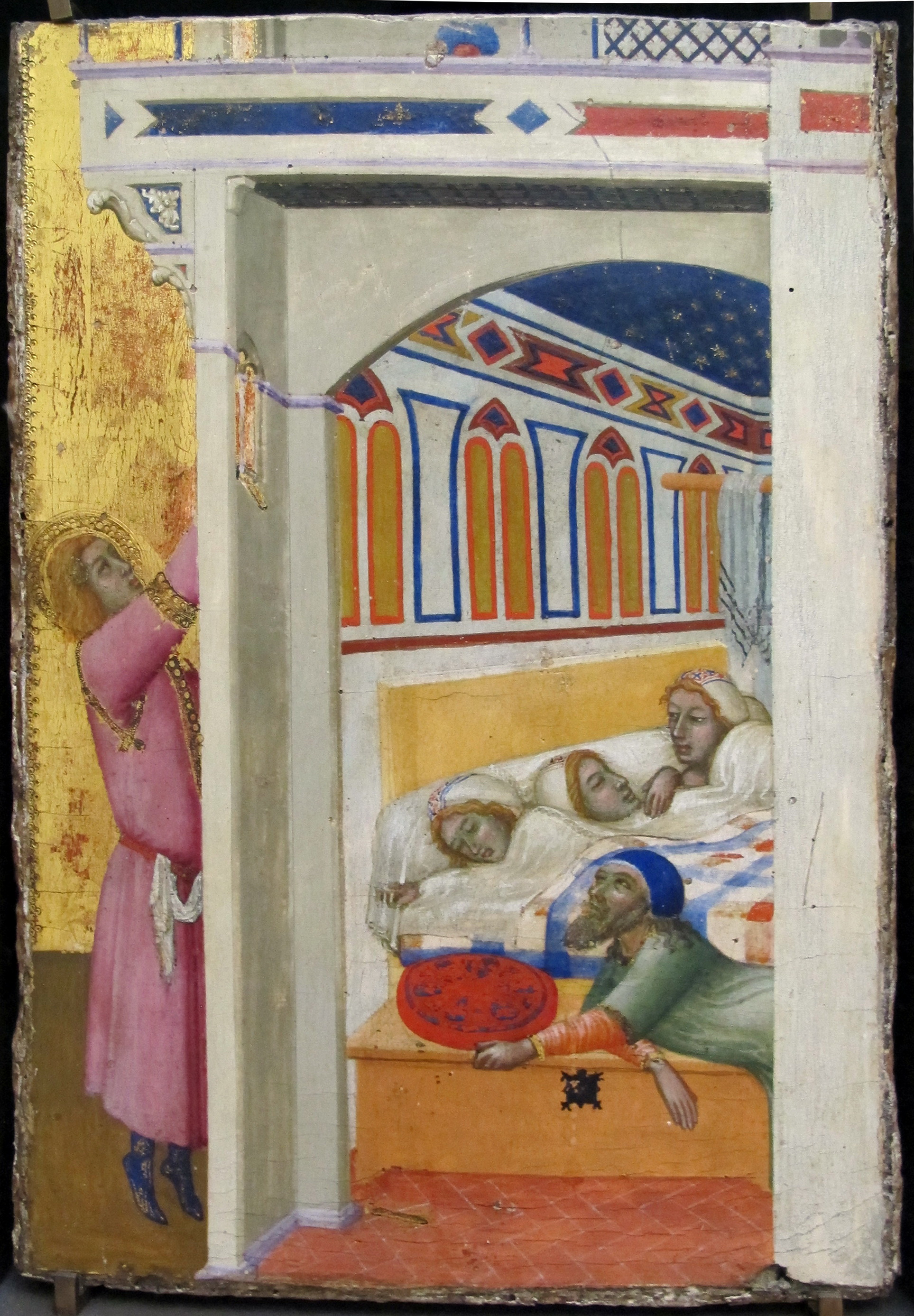
アンブロージョ・ロレンツェッティ『バリの聖ニコラウスの施し物』 (1330年代)、縦30センチ、横20.5センチ、ルーヴル美術館、パリ

聖ニコラウスの物語の最初の逸話は、左側のパネル上段の「聖ニコラウスの施し物」である。聖ニコラウスは、困窮した男が3人の娘たちを嫁がせるために必要な持参金を与えるために窓から金塊を投げ入れている。その施しは模範的なものである。彼は慈善の行いを密かに謙虚になしており、感謝されることを求めていない。なお、アンブロージョ・ロレンツェッティによる同じ主題の『バリの聖ニコラウスの施し物』がパリのルーヴル美術館にも所蔵されている。

### ミュラの司教として叙階される聖ニコラウス
左側パネル下段には、神の意志により小アジアのミュラの司教として叙階される聖ニコラウスが描かれている。伝説によれば、ミュラの新しい司教を選ぶために集まった高位聖職者たちは、教会に入る最初のニコラウスという人物を選ぶように、という声を聞いた。画中で、聖ニコラウスは二度登場している。最初、彼は前景右側の教会入り口でピンク色の衣服を身に着けて立っており、その右隣には青色の衣服を纏った高位聖職者がいる。二度目に登場する聖ニコラウスは中央の祭壇前に跪いて、長老たちの中で司教として叙階されている。

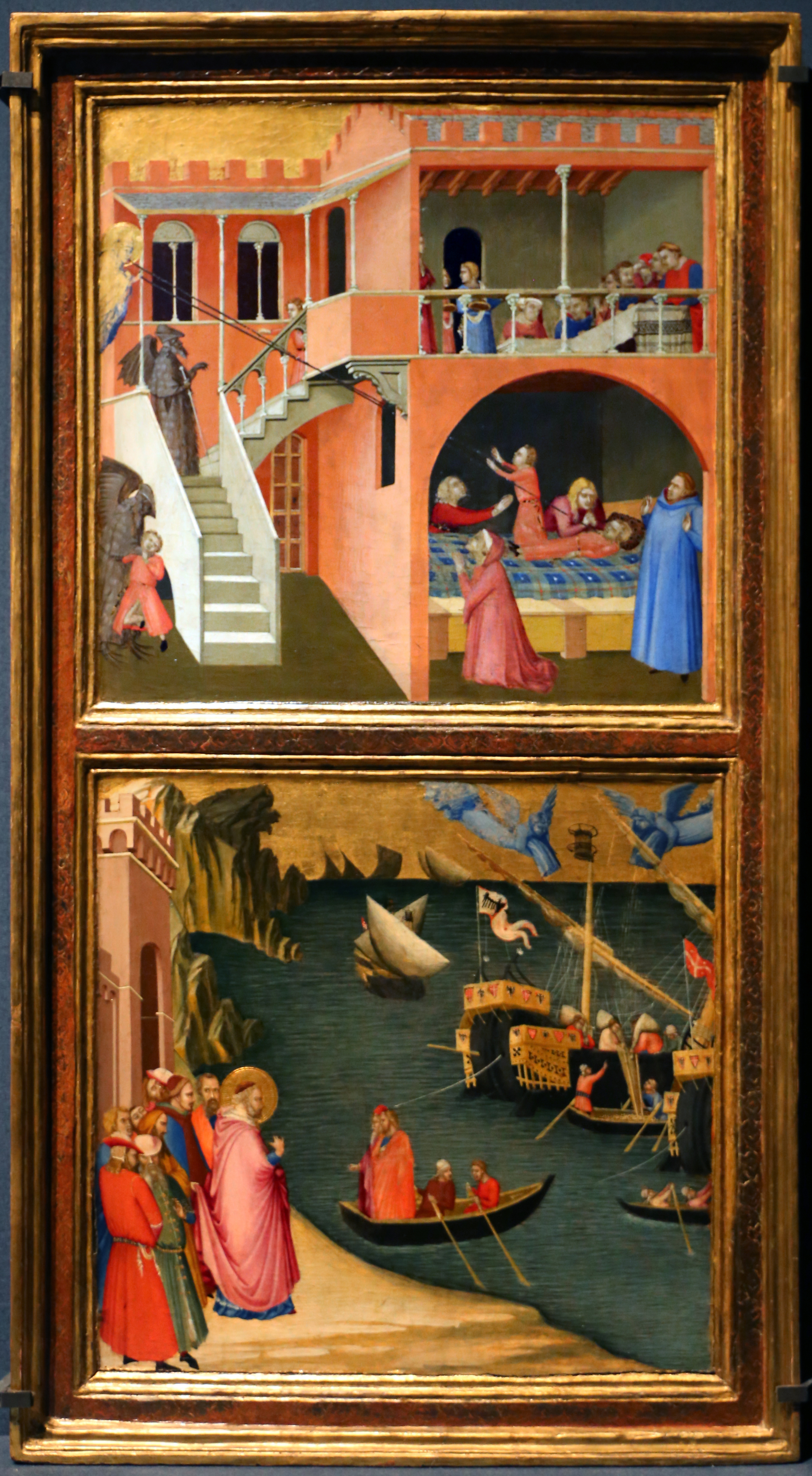
右側のパネル。縦95.8センチ、横52.3センチ。

### 穀物船の奇蹟
聖ニコラウスの次のエピソードは、右側パネル下段に描かれている。彼は港へ赴き、エジプトのアレクサンドリアに穀物を運ぶ船の船員たちに飢饉に見舞われたミュラのために穀物を分け与えてくれるよう懇願する。船員たちが聖ニコラウスの要請に従うと、船はふたたび穀物で満たされ、アレクサンドリアに着いた時、穀物の不足は起こらなかった。
どこまでも広がる深い海の光景は強烈な青色によって現実的な空間を創造し、金地の背景で構成された水平線まで続いている。船団は写実的に本物のように描かれ、前景左側の陸上の人物群は衣服の鮮やかな色調で描き分けられている。部分的に描かれた城壁と光が当たって縞になっている奇抜な岩が小さな入り江を取り囲んで聳えている。

### 少年を生き返らせる聖ニコラウス
4番目のエピソードは聖ニコラウスの死後に起きたもので、右側パネル上段に描かれている。聖ニコラウスの祝日に、巡礼者の姿をした悪魔に施しを与えとされる少年がその悪魔に殺された。聖ニコラウスの信奉者であった子供の父親が聖ニコラウスを呼び出した後、聖ニコラウスが少年を生き返らせたため、集っていた人々は大いに驚き、歓喜した。